# Кампамба, Гифт
Гифт Кампамба (англ. Gift Kampamba; 1 января 1979, Китве-Нкана, Замбия) — замбийский футболист, полузащитник.

## Карьера
Карьеру начал в клубе «Нкана» в 1998 году. В 2000 году перешёл в южноафриканский клуб «Мамелоди Сандаунз», в первой половине 2002 года играл в аренде в шведском «Хеслехольме». В августе 2002 по рекомендации работавшего с ним в «Мамелоди Сандаунз» Виктором Бондаренко перешёл в российский «Ростсельмаш», за который играл до конца сезона-2005.
Информация о дальнейшей карьере Кампамбы в различных источниках разная. Указаны его выступления за малайский «Сабах», «Сити Пилларс» и «Блэк Эйсиз» из ЮАР, «Нкана». С 2009 играет за замбийский клуб «Грин Баффалоз».

## Достижения
- Чемпион Замбии: 1999
- Финалист Лиги чемпионов КАФ: 2001
- Финалист Кубка России: 2003